# Крылов, Порфирий Никитич (художник)
Порфи́рий Ники́тич Крыло́в (9 [22] августа 1902, Тула, Российская империя — 15 мая 1990, Москва, СССР) — советский художник-живописец, график, карикатурист. Академик АХ СССР (1947). Герой Социалистического Труда (1973). Народный художник СССР (1958). Лауреат Ленинской (1965), пяти Сталинских (1942, 1947, 1949, 1950, 1951), Государственной премии СССР (1975) и Государственной премии РСФСР имени И. Е. Репина (1982).
Член творческого коллектива «Кукрыниксы».

## Биография

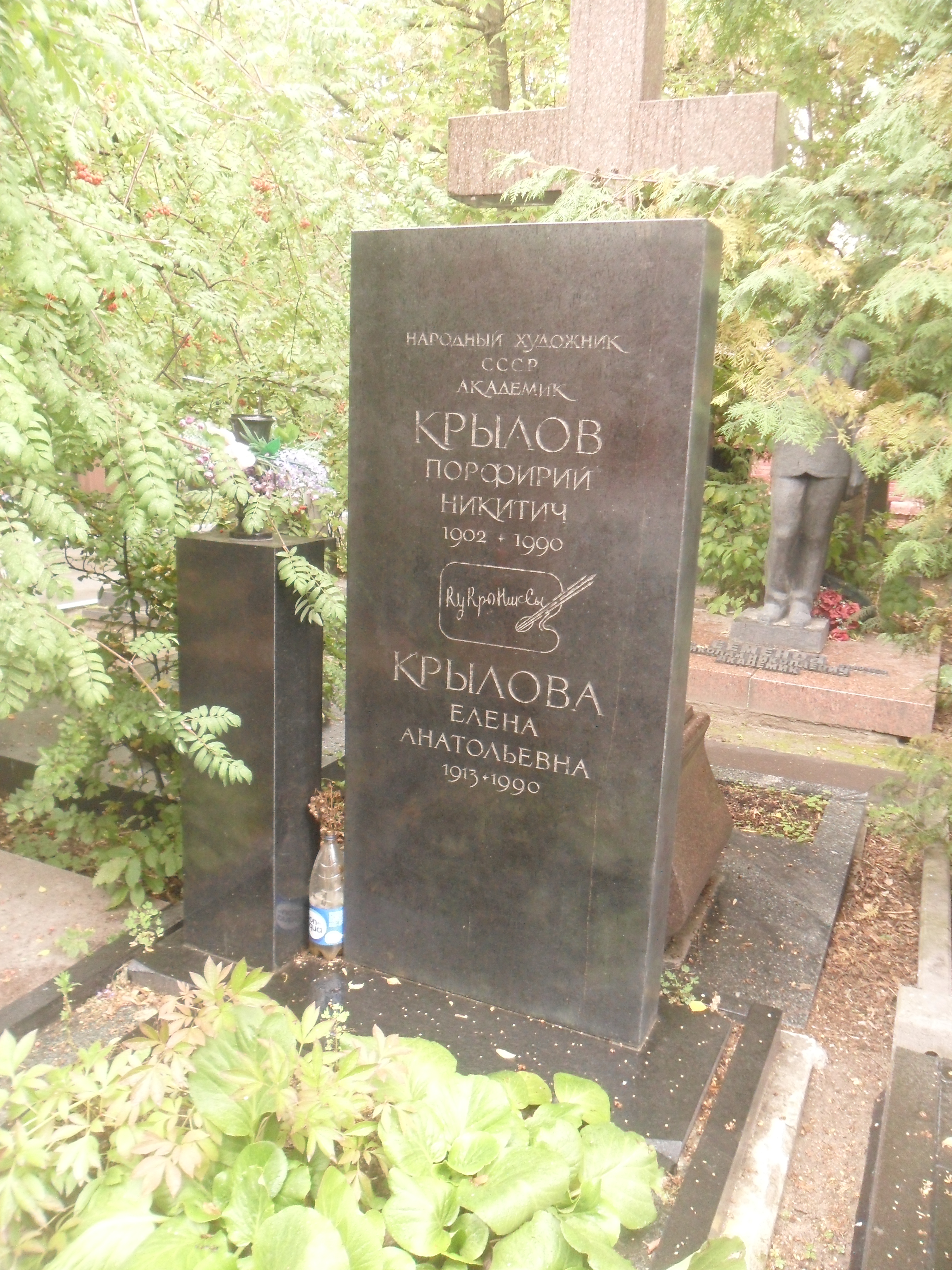
Могила Крылова на Новодевичьем кладбище Москвы.

Порфирий Никитич Крылов родился 9 (22) августа 1902 года в Туле в семье Никиты Захарова и Елизаветы Дмитриевой Крыловых, выходцев из села Щелкуново Верхоупской волости Богородицкого уезда Тульской губернии (ныне деревня Щелкуновка в Воловском районе Тульской области).
Окончил высшее начальное училище, в течение двух лет работал на Патронном заводе и одновременно занимался в заводской изостудии под руководством Г. М. Шегаля. Затем поступил в Высшие художественно-технические мастерские (ВХУТЕМАС), где с 1921 по 1928 годы учился у А. А. Осмеркина, А. В. Шевченко, в аспирантуре — у П. П. Кончаловского. В годы учёбы сдружился с М. В. Куприяновым и Н. А. Соколовым. Созданный в середине 1920-х годов творческий коллектив «Кукрыниксы» существовал более 60 лет. Работали методом коллективного творчества. Кроме того каждый также работал и индивидуально.
Наибольшую известность им принесли многочисленные мастерски исполненные карикатуры и шаржи на темы внутренней и международной жизни, а также иллюстрации к книгам, созданные в карикатурном стиле.
С 1933 года — постоянные карикатуристы газеты «Правда», что сделало их главными пропагандистами (в сатирической форме) официальной политической линии.
В годы войны выпустили ряд плакатов (среди них — самый первый после нападения Германии плакат «Беспощадно разгромим и уничтожим врага!», июнь 1941 — с карикатурой на Гитлера) и сатирических «Окон ТАСС».
Индивидуальное творчество самого художника развивалось одновременно его главной работе в коллективе. Работал в живописи и графике. Писал портреты, пейзажи, натюрморты и современный жанр. Много писал на пленэре. Его пейзажи говорят о его глубоком чувстве природы.
Произведения художника экспонировались на многих художественных выставках в России и других странах. Они находятся в собраниях Государственного Русского Музея, Государственной Третьяковской Галереи, Художественного музея имени П. Н. Крылова в Туле, в галерее Уффици во Флоренции и других музеях и частных коллекциях.
Академик АХ СССР (1947). Член Союза художников СССР.
Порфирий Никитич Крылов умер 15 мая 1990 года в Москве. Похоронен на Новодевичьем кладбище (участок № 10).

### Семья
- Сыновья — Андрей Порфирьевич Крылов (29 октября 1929 — 1 сентября 2021), художник, почётный член РАХ[2][3] и Анатолий Порфирьевич Крылов (умер в 2024 году).

## Награды и звания

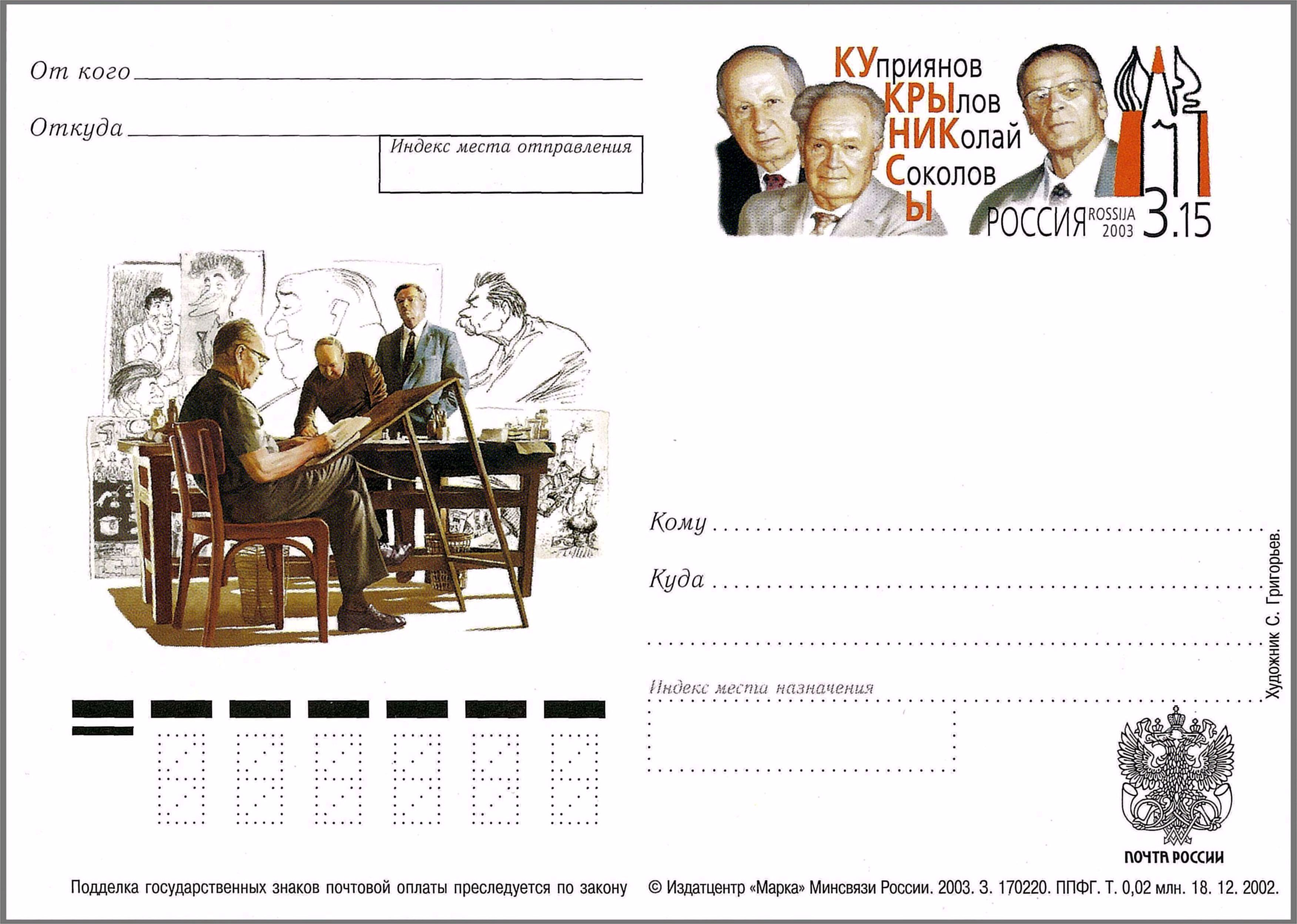
Кукрыниксы. Почтовая карточка с оригинальной маркой, Россия, 2003 год.

- Герой Социалистического Труда (1972)
- Заслуженный деятель искусств РСФСР (1942)
- Народный художник РСФСР (1951)[4]
- Народный художник СССР (1958)
- Ленинская премия (1965) — за серию политических карикатур, опубликованных в газете «Правда» и журнале «Крокодил»
- Сталинская премия первой степени (1942) — за серию политических плакатов и карикатур
- Сталинская премия первой степени (1947) — за иллюстрации к произведениям А. П. Чехова
- Сталинская премия первой степени (1949) — за картину «Конец» (1947—1948)
- Сталинская премия второй степени (1950) — за политические карикатуры и иллюстрации к книге М. Горького «Фома Гордеев»
- Сталинская премия первой степени (1951) — за серию плакатов «Поджигатели войны» и другие политические карикатуры, а также за иллюстрации к роману М. Горького «Мать»
- Государственная премия СССР (1975) — за иллюстрации и оформление повести Н. С. Лескова «Левша»
- Государственная премия РСФСР имени И. Е. Репина (1982) — за иллюстрации и оформление книги «История одного города» М. Е. Салтыкова-Щедрина
- Два ордена Ленина (1962, 1972)
- Орден Октябрьской Революции (1982)
- Орден Отечественной войны 1-й степени (1945)
- Медаль «За доблестный труд в Великой Отечественной войне 1941—1945 гг.»
- Медали
- Золотая медаль Всемирной выставки в Париже (1937)
- Золотая медаль Всемирной выставки в Брюсселе (1958)
- Почётный гражданин города Тулы (1986)
- Почётный гражданин Тульской области (2013, посмертно)[5]

## Память
- В 1997 году в Туле был открыт Музей П. Н. Крылова, где хранится его большое творческое наследие, насчитывающее более тысячи произведений живописи, графики, переданное в дар Туле как самим художником, так и его сыновьями.

## Комментарии
1. ↑  Захаров и Дмитриева здесь не фамилии, а отчества в форме, характерной для лиц простонародного происхождения.
2. ↑  Происхождением родителей объясняется ошибочное указание Щелкуново в качестве места рождения П. Н. Крылова во множестве источников[1].